# Região Sahel
O Sahel é uma das treze regiões administrativas de Burquina Fasso criadas em 2 de julho de 2001. Sua capital é a cidade de Dori.

## Províncias
A Região Sahel é constituída por quatro províncias:
- Oudalan
- Séno
- Soum
- Yagha

## Demografia
| 1985    | 1996    | 2006    |
| 521 911 | 708 332 | 968 442 |